# Vättle härad
Vättle härad (tidigare även Vätle, Vettle och Wädtle) var ett härad i västligaste Västergötland och tidigare Älvsborgs län inom nuvarande Göteborgs och Lerums kommuner. Häradets areal var 366,63 kvadratkilometer varav 324,97 land.  Tinget låg i Lerum till 1928 då det flyttade till Alingsås.

## Vapen/Sigill
I sigillet från 1500-talet avbildas ett oxhuvud som nu går igen i Lerums kommunvapen.

## Namnet
Vättle är omnämnt från 1200-talets slut (Vætluhæraði). Namnet tros kunna vara bildat till ett gammalt ånamn, det fornsvenska Vætla (vattendrag), som kan ha syftat på Lärjeån.

## Socknar
I Göteborgs kommun
- Angered. 1930 överfördes en del av socknen till Göteborgs stad. 1935 överfördes södra Surte till Nödinge socken i Ale härad. 1967 uppgick resten av socknen i Göteborgs stad.[3][4]
- Bergum uppgick 1967 i Göteborgs stad

I Lerums kommun
- Lerum
- Skallsjö
- Stora Lundby

## Geografi
Angränsande härader var Ale, Kulling, Bollebygd, Sävedal och Västra Hising.
Området genomkorsas av de båda åarna Säveån och Lärjeån. I nordost finns en flik av Mjörn, den näst största sjön är Aspen. Dalgångarna med odlingsmark vid åarna och sjöarna omgärdas av kuperade skogstrakter. I nordväst utgörs gränstrakterna av vildmarksområdet Vättlefjäll, i väster utgör Göta älv gräns.

### Slott och herresäten
I Erik Dahlberghs Suecia antiqua et hodierna finns borgruinen Sjöborg avbildad, nära byn Hjällsnäs i Stora Lundby socken. Senare sätesgårdar är Floda säteri (Skallsjö), Nääs slott (Skallsjö), Ekuddens herrgård (Skallsjö), Öjareds säteri (Stora Lundby), Lärjeholms herrgård (Angered), Aspenäs säteri (Lerum) och Hede herrgård (Lerum), Hulans herrgård (Lerum), Kolboryds herrgård (Lerum) och Almekärrs herrgård (Lerum). Södra Surte herrgård tillhörde Angereds socken till 1935 då gården överfördes till Nödinge socken i Ale härad.

### Samfärdsel
Gästgiverier fanns i Agnesberg (Angered), Tollered (Skallsjö)[källa behövs] och Lerum (Lerum).
Sedan 1857 genomkorsas häradets södra del av Västra stambanan, idag trafikerade av pendeltåg med hållplatser vid Aspen, Aspedalen, Lerum och Stenkullen, alla i Lerum, samt Floda och Norsesund i Skallsjö. 
Mellan 1900 och 1967 gick Västergötland-Göteborgs Järnväg (VGJ / Västgötabanan) genom häradets västra del. Stationer och hållplatser i Vättle härad var Hjällbo och Gunnilse i Angered; Björsared och Olofstorp i Bergum, samt Stannum, Gråbo och Björboholm i Stora Lundby.

## Historia
Vättle härad räknades till Utlanden som helt eller delvis var danskt territorium till mitten av 1200-talet. Huruvida Vättle tillhörde Danmark eller Sverige innan denna period är dock inte klarlagt. Vättle var ett av tio härader i Lungs bo, ett av de åtta bon Västergötland var indelat i.
Vid freden i Helsingborg 1310 tillföll Vättle härad, tillsammans med vad som då motsvarade Skara stift, hertig Erik (1282-1318). Vättle var en del av hertigdömet till Nyköpings gästabud 1317. Från 1371 ingick Vättle, tillsammans med resten av Eriks forna hertigdöme, i Magnus Erikssons (1316-1374) underhållsländer. När denne dog 1374 vägrade hans son, Norges kung Håkan Magnusson (1340-1380) återlämna faderns underhållsländer till Sverige.[källa behövs]
Åren 1569-1598 och 1600-1612 ingick Vättle härad i Visingsborgs grevskap under riksrådet Per Brahe d.ä. (1520-1590), följd av sönerna Erik (1522-1614) och Magnus (1564-1633).
År 1573 lades Vättle under Gullbergs slott, och vid freden i Knäred 1613 kom häradet – tillsammans med sex närgränsande härader – under Danmark som pant för Älvsborgs lösen. Efter sex år återlämnades de till svenska kronan, då Vättle som tidigare kom under Gullbergs slott. 

## Län, fögderier, domsagor, tingslag och tingsrätter
Häradet hörde mellan 1634 och 1998 till Älvsborgs län, därefter till Västra Götalands län. Angereds och Bergums socknar tillhörde mellan 1967 och 1998 Göteborgs och Bohus län. Församlingarna tillhörde Göteborgs stift
Under det yngre indelningsverket hörde Vättle härad huvudsakligen till Västgöta regemente, Barne kompani, samt alternativt till Västergötlands båtsmanskompani och Extra båtsmansroteringen till sjöss.
Häradets socknar hörde till följande fögderier:
- 1686-1917 Väne fögderi
- 1918-1945 Kullings fögderi
- 1946-1990 Ale-Vättle fögderi

Häradets socknar tillhörde följande domsagor, tingslag och tingsrätter:
- 1680-1927 Vättle tingslag i 
  - 1680-1695 Vättle, Ale, Gäsene och Kullings häraders domsaga
  - 1696-1781 Ale, Bjärke, Flundre, Väne och Vättle häraders domsaga
  - 1782-1792 Ale, Bjärke och Vättle häraders domsaga
  - 1793-1848 Ale, Bjärke, Flundre, Väne och Vättle häraders domsaga
  - 1849-1927 Ale, Kullings och Vättle domsaga
- 1928-1933 Vättle och Kullings tingslag i Ale, Kullings och Vättle häraders domsaga
- 1934-1970 Vättle, Ale och Kullings tingslag i Ale, Kullings och Vättle häraders domsaga

- 1971- Alingsås tingsrätt och dess domsaga